# 白桦乡
白桦乡是中华人民共和国黑龙江省大兴安岭地区加格达奇区下辖的一个乡。

## 行政区划
白桦乡下辖以下村级行政区划单位：
白桦村、东山村、加南村、双河村和五岔沟村。